# پری‌قلعه
پری‌قلعه (به ترکی آذربایجانی: Pəriqala) یک قلعه تاریخی در روستای چهارداغ‌لار بالا از توابع شهرستان زاقاتالا در جمهوری آذربایجان است. این بنا از یک سازه آجری آهکی به‌همراه سه اتاق با پنجره تشکیل شده است که در ۳۰۰ متری یک صخره و در دامنه رشته‌کوه قفقاز ساخته شده است.
تاریخ‌نگاران بر این باورند که این سازه در دوره آلبانیای قفقاز میان سده‌های چهارم تا هشتم میلادی ساخته شده است.
این بنای تاریخی شمار کمی بازدیدکننده دارد زیرا در ناحیه‌ای دوردست و دور افتاده در جمهوری آذربایجان قرار گرفته است؛ همچنین دارای یک مسیر سخت کوهنوردی برای پیمایش است و تلاش زیادی برای دسترسی به آن نیاز است. راهنمایان محلی نردبانی را برای دسترسی به قلعه بر پا کرده‌اند. این بنا دارای یک راهروی سرپوشیده نیز هست.

## تاریخچه
پری‌قلعه همانطورکه از نامش پیدا است، قلعه متعلق به بانویی به‌نام پری بوده است. بر اساس افسانه‌ها، پری زنی زیبارو بوده که در دوره چنگیز خان می‌زیسته است (۱۱۵۵-۱۲۲۷ میلادی). او در همین میان مورد توجه یکی از سپهسالاران و جنگ‌سالاران ارتش مغول قرار می‌گیرد. او از پدر پری درخواست می‌کند تا پری به حرمسرایش بپیوندد، اما پری برنامه‌ها و اندیشه‌های دیگری داشت. او قلعه را ساخته بود تا از سپهسالار فرار کند، اما در پایان او در صخره‌های پایین قلعه کشته شد، داستانی که همسانی زیادی به داستان قلعه دختر در شهر باکو دارد.
به طور واقع‌بینانه‌تری حدس زده شده است که این سازه به عنوان صومعه‌ای برای راهبان مسیحی در اوایل دوران گسترش مسیحیت ساخته شده است؛ اگرچه پژوهش‌های زیادی در زمینه باستان‌شناسی برای پی‌بردن به تاریخچه درست این سازه انجام نشده است.